# Service public de l'emploi en Algérie
En Algérie, le service public de l'emploi est une compétence nationale ; il est confié principalement à l'Agence nationale de l'emploi (Anem).

## Le service public de l'emploi en Algérie
La convention No 2 de l'Organisation internationale du travail (OIT) sur le chômage (1919), a reconnu le rôle des services de l'emploi et a promu l'établissement de services nationaux de l'emploi dans tous les États membres de l'OIT. Le rôle du Service public de l'emploi a été défini au niveau international par la convention no 88 sur le service de l’emploi (1948) de la même institution.
C'est en application de ces textes qu'un Service public de l’emploi est instauré en Algérie par le décret No 62-99 du 29 novembre 1962. Il est confié à l'Office national de la main-d'œuvre (ONAMO).
Le dispositif sera ensuite remanié ou complété par des textes réglementaires ou législatifs à plusieurs reprises, notamment en 1963 (instauration d'un monopole sur les flux migratoires), 1971 (organisation de l’ONAMO), 1990 (changement de dénomination de l’ONAMO en Agence nationale de l’emploi, Anem) et 2004 (nouveau statut de l’Anem et création d’agences d’emploi privées).

## Les organismes chargés du service public de l'emploi

### L'ONAMO
L'Office national de la main-d’œuvre (ONAMO), créé en 1962, a pour principale fonction, à partir de 1963, la gestion des flux migratoires vers la France puis la République démocratique allemande. Une ordonnance du 17 juin 1971 précise son organisation. Cependant, l'organisme a un rôle limité, l'Algérie ne conduisant pas de véritable politique d'emploi pendant cette période.

### L'Anem
L'Agence nationale de l'emploi (Anem) est créée en 1990 en tant qu'établissement public, prenant la suite de l'ONAMO. Elle se voit dotée en 2004 du statut d'établissement public à gestion spécifique. Ce dernier texte lui confie le contrôle des organismes privés contribuant au Service public de l'emploi, qui sont dorénavant autorisés. Tout employeur est tenu de notifier toute offre d'emploi à l’agence de l’emploi de l’Anem ou à un organisme privé agréé.
L'Anem est placée sous la tutelle du ministère du travail et de la sécurité sociale.

## Les autres organismes contribuant au service public de l'emploi

### Les organismes privés agréés
La convention No 181 de l'OIT sur les agences d'emploi privées a été ratifiée par l’Algérie en 2005. Elle ouvre au secteur privé de l’activité de placement. Les organismes privés doivent être agréés par le ministre chargé de l’emploi et passer convention avec l’Anem. Ils sont constitués sur une base territoriale.
Sept organismes ont été agréés en 2009 et cinq en 2010. Quatre autres se sont ajoutées en 2011, portant le total à 16 début 2012.

### La Caisse nationale d'assurance-chômage
La Caisse nationale d’assurance-chômage (CNAC) a été créée en 1994, en tant qu’institution publique de sécurité sociale. Elle est chargée de l'indemnisation du chômage des anciens salariés ayant fait l'objet d’un licenciement. Cette activité, importante entre 1996 et 1999, a cependant diminué depuis. Depuis 2004, la CNAC est chargée de la mise en œuvre d’un dispositif de soutien à la création d’activité pour les chômeurs âgés de 35 à 50 ans (âge abaissé à 30 ans en 2010).

### L'Agence nationale de soutien à l'emploi des jeunes
L'Agence nationale de soutien à l'emploi des jeunes (ANSEJ) a été créée en 1996. Elle est chargée de la mise en œuvre d’un dispositif de soutien à la création d’activité pour les personnes âgées de moins de 40 ans.